# 청주지방법원
청주지방법원(淸州地方法院)은 일반 사건은 충청북도 청주시, 진천군, 보은군, 괴산군, 증평군을, 소년보호사건은 충청북도 전역을 관할하는 대한민국 지방법원이다.

## 연혁
- 1909년 3월 10일 공주지방재판소 청주구재판소 설치
- 1912년 3월 19일 공주지방법원 청주지청으로 변경
- 1938년 7월 1일 대전지방법원 청주지청으로 소속 변경
- 1945년 11월 19일 청주지방법원으로 승격
- 2008년 9월 1일 대전고등법원 원외재판부 설치

## 역대 법원장
| 순번 | 이름     | 재임 기간                         |
| ---- | -------- | --------------------------------- |
| 1대  | 서정국   | 1945년 11월 ~ 1948년 7월          |
| 2대  | 남정숙   | 1948년 7월 13일 ~ 1952년 2월      |
| 3대  | 문기선   | 1952년 2월 ~ 1954년 9월           |
| 4대  | 이화종   | 1954년 9월 ~ 1956년 7월           |
| 5대  | 최윤모   | 1956년 7월 ~ 1959년 2월           |
| 6대  | 홍남표   | 1959년 2월 ~ 1960년 1월           |
| 7대  | 김용섭   | 1960년 1월 ~ 1960년 5월           |
| 8대  | 김헌섭   | 1960년 5월 ~ 1960년 11월          |
| 9대  | 김영세   | 1960년 11월 ~ 1961년 8월          |
| 10대 | 기세훈   | 1961년 8월 ~ 1963년 11월          |
| 11대 | 강안희   | 1963년 11월 ~ 1965년 4월          |
| 12대 | 이재옥   | 1965년 5월 ~ 1968년 12월          |
| 13대 | 송명관   | 1968년 12월 ~ 1969년 9월          |
| 14대 | 이종표   | 1969년 9월 ~ 1971년 9월           |
| 15대 | 정태원   | 1971년 9월 ~ 1973년 3월           |
| 16대 | 김태현   | 1973년 3월 ~ 1975년 7월           |
| 17대 | 전병덕   | 1975년 7월 ~ 1977년 1월           |
| 18대 | 한만춘   | 1977년 1월 ~ 1980년 5월           |
| 19대 | 한정진   | 1980년 6월 ~ 1981년 4월           |
| 20대 | 오석락   | 1981년 4월 ~ 1983년 3월           |
| 21대 | 윤관     | 1983년 3월 ~ 1984년 7월           |
| 22대 | 윤승영   | 1984년 7월 ~ 1985년 3월           |
| 23대 | 윤영오   | 1985년 3월 ~ 1986년 4월           |
| 24대 | 이민수   | 1986년 4월 ~ 1987년 8월           |
| 25대 | 김재철   | 1987년 9월 ~ 1988년 7월           |
| 26대 | 천경송   | 1988년 7월 ~ 1991년 1월           |
| 27대 | 김영진   | 1991년 2월 ~ 1991년 9월           |
| 28대 | 최공웅   | 1991년 9월 ~ 1993년 2월           |
| 29대 | 박준서   | 1993년 2월 ~ 1993년 10월          |
| 30대 | 김헌무   | 1993년 10월 ~ 1994년 2월          |
| 31대 | 안석태   | 1994년 2월 ~ 1994년 7월           |
| 32대 | 송재헌   | 1994년 7월 ~ 1995년 2월           |
| 33대 | 정용인   | 1995년 2월 ~ 1996년 2월           |
| 34대 | 김선석   | 1996년 2월 ~ 1997년 6월           |
| 35대 | 조용완   | 1997년 9월 ~ 1998년 8월           |
| 36대 | 권성     | 1998년 8월 ~ 1999년 10월          |
| 37대 | 이보헌   | 1999년 10월 ~ 2000년 7월          |
| 38대 | 홍일표   | 2000년 7월 ~ 2001년 2월           |
| 39대 | 황인행   | 2001년 2월 ~ 2002년 2월           |
| 40대 | 김상기   | 2002년 2월 8일 ~ 2003년 2월 11일  |
| 41대 | 김재진   | 2003년 2월 ~ 2004년 2월           |
| 42대 | 우의형   | 2004년 2월 ~ 2004년 4월           |
| 43대 | 이광렬   | 2004년 4월 19일 ~ 2005년 2월      |
| 44대 | 손기식   | 2005년 2월 14일 ~ 2005년 11월 3일 |
| 45대 | 차한성   | 2005년 11월 4일 ~ 2006년 8월 23일 |
| 46대 | 김이수   | 2006년 8월 24일 ~ 2008년 2월 12일 |
| 47대 | 이재홍   | 2008년 2월 13일 ~ 2009년 2월 8일  |
| 48대 | 민일영   | 2009년 2월 9일 ~ 2009년 9월 6일   |
| 49대 | 이성보   | 2009년 9월 7일 ~ 2010년 8월 10일  |
| 50대 | 서기석   | 2010년 8월 11일 ~ 2012년 2월 15일 |
| 51대 | 사공영진 | 2012년 2월 16일 ~ 2014년 2월 12일 |
| 52대 | 조경란   | 2014년 2월 13일 ~ 2016년 2월 10일 |
| 53대 | 신귀섭   | 2016년 2월 11일 ~ 2018년 2월 12일 |
| 54대 | 이상주   | 2018년 2월 13일 ~ 2020년 2월 12일 |
| 55대 | 이승훈   | 2020년 2월 13일 ~ 2021년 2월 8일  |
| 56대 | 허용식   | 2021년 2월 9일 ~ 2023년 2월 19일  |
| 57대 | 임병렬   | 2023년 2월 20일 ~ 2025년 2월 19일 |
| 58대 | 조미연   | 2025년 2월 20일 ~                 |

## 관할 구역
- 청주시, 진천군, 보은군, 괴산군, 증평군 (단, 소년보호사건은 충청북도 전 지역)

## 관할 지원
- 충주지원
- 제천지원
- 영동지원

## 관할 등기소
- 청주지방법원(본원) 등기과
- 보은등기소
- 옥천등기소
- 진천등기소
- 괴산등기소
- 음성등기소
- 단양등기소

## 소재지
- 청주지방법원(본원): 충청북도 청주시 서원구 산남로 62번길 51 (산남동 505)
  - 괴산군법원: 충청북도 괴산군 괴산읍 읍내로 5길 20 (동부리 673-3) - 증평군에는 법원이 없다.
  - 보은군법원: 충청북도 보은군 보은읍 보은로 147 (교사리 54-13)
  - 진천군법원: 충청북도 진천군 진천읍 남산3길 6 (교성리 237-2)
- 충주지원: 충청북도 충주시 계명대로 103 (교현동 720-2)
  - 음성군법원: 충청북도 음성군 음성읍 용광로 55 (읍내리 725-2)
- 제천지원: 충청북도 제천시 칠성로 53 (중앙로2가 16-2)
  - 단양군법원: 충청북도 단양군 단양읍 중앙1로 9 (별곡리 303)
- 영동지원: 충청북도 영동군 영동읍 영동황간로 99 (매천리 306)
  - 옥천군법원: 충청북도 옥천군 옥천읍 중앙로 96 (문정리 451-4)